# Sociologie de la famille
La sociologie de la famille est la branche de la sociologie qui étudie la famille ainsi que les relations entre ses membres, en prenant pour postulat que la famille n'est pas un donné mais un construit, qu'elle a une histoire (la famille de l'Antiquité n'est pas la famille du XIXe siècle et encore moins du XXe siècle) et une géographie (la famille africaine n'est pas la famille indienne), et qu'elle peut être critiquée ou amendée (famille monoparentale, famille homoparentale, etc.). Un des représentants en France est François de Singly.

## Pour approfondir